# Berryzマンション9階
『Berryzマンション9階』（ベリーズマンションきゅうかい）は、Berryz工房の9枚目にして最後のオリジナル・フルアルバムである。2013年1月30日にアップフロントワークス（PICCOLO TOWNレーベル）より発売された。

## 概要
初回限定盤と通常盤の2形態での発売。初回限定盤はCD＋DVD、通常盤はCDのみ。通常盤の初回仕様にトレカサイズ生写真7種ランダム封入されている。

## 収録曲
全作詞・作曲：つんく（#8除く）
1. すっちゃかめっちゃか〜 [3:58]
編曲:平田祥一郎
2. WANT! [5:04]
編曲：平田祥一郎
30thシングル。
3. 男前 [4:11]
歌：嗣永桃子・熊井友理奈
編曲：平田祥一郎
4. なんだかんだで良い感じ! [5:50]
歌：徳永千奈美・須藤茉麻
編曲：板垣祐介
5. 恋 いとしき季節 [4:09]
歌：清水佐紀・夏焼雅・菅谷梨沙子
編曲：近藤圭一
6. Be 元気＜成せば成るっ!＞ [4:05]
編曲：平田祥一郎
28thシングル。
7. まっすぐな私 [5:11]
編曲：上杉洋史
8. cha cha SING [4:33]
作詞：Mukek Jongmankhong　日本語詞：つんく　作曲：Sudsan Wongsamut　編曲：大久保薫
29thシングル。
9. あなたなしでは生きてゆけない（2013Ver.） [3:57]
編曲：AKIRA
10. ももち! 許してにゃん♡体操（許さにゃい Remix） [3:42]
歌：ももち（嗣永桃子 feat. Berryz工房）
リミックス：原田ナオ
29thシングルカップリング曲のリミックス。

### 初回限定盤付属DVD
1. すっちゃかめっちゃか〜（清水佐紀 Close-up Ver.）
2. すっちゃかめっちゃか〜（嗣永桃子 Close-up Ver.）
3. すっちゃかめっちゃか〜（徳永千奈美 Close-up Ver.）
4. すっちゃかめっちゃか〜（須藤茉麻 Close-up Ver.）
5. すっちゃかめっちゃか〜（夏焼雅 Close-up Ver.）
6. すっちゃかめっちゃか〜（熊井友理奈 Close-up Ver.）
7. すっちゃかめっちゃか〜（菅谷梨沙子 Close-up Ver.）
8. Berryzマンション9階ジャケット撮影 メイキング
9. ももち! 許してにゃん♡体操 Music Video撮影 メイキング
10. cha chan SING フラッシュモブ編 メイキング映像
11. Berryz工房タイ訪問 メイキング映像